# Pomník padlých (Osičky)
Pomník padlých v první světové válce se nalézá v parčíku na návsi v obci Osičky v okrese Hradec Králové. V bezprostřední blízkosti pomníku se nalézá i zvonice v Osičkách a kovový krucifix.

## Popis
Pomník padlým v Osičkách stojí ve čtvercovém živém plotu ze zimostrázu. Na pískovcovém schodě je umístěn nízký hranolový sokl, zakončený nahoře profilováním. 
Na tomto soklu je umístěn menší hranolový podstavec, rovněž zakončený profilováním. Na čelní straně podstavce je mramorová deska s nápisem „Ku čestné památce padlým vojínům obce z Vosiček ve světové válce 1914–1918“.
Na podstavci stojí pylon ozdobený nahoře znaky jednotlivých zemí první republiky. Na vrcholku pylonu stojí na kouli sokol.
Pomník je evidován v Centrální evidenci válečných hrobů vedené ministerstvem obrany.

## Galerie

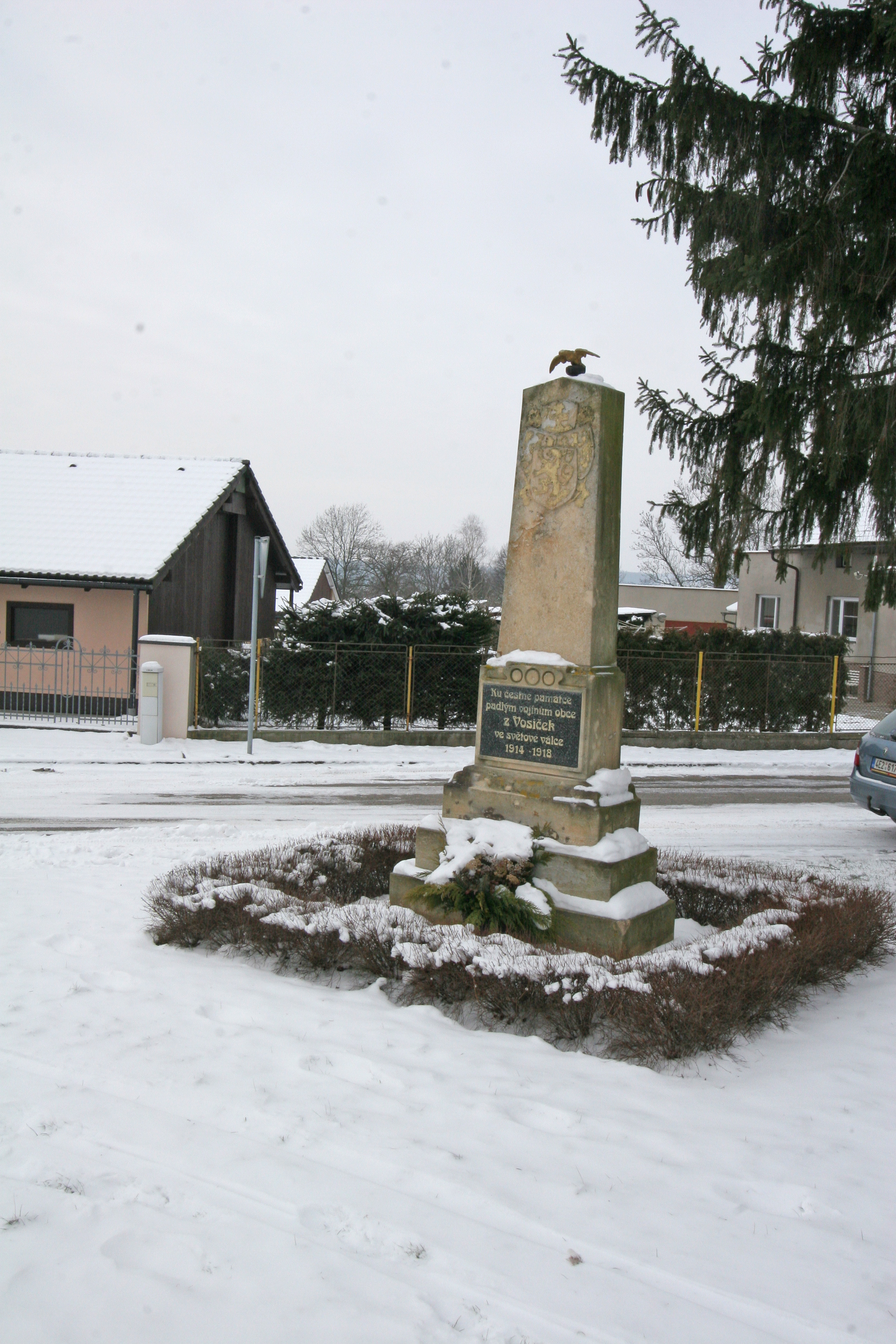
Osičky – pomník padlých v zimě roku 2013